# Agostino Mascardi

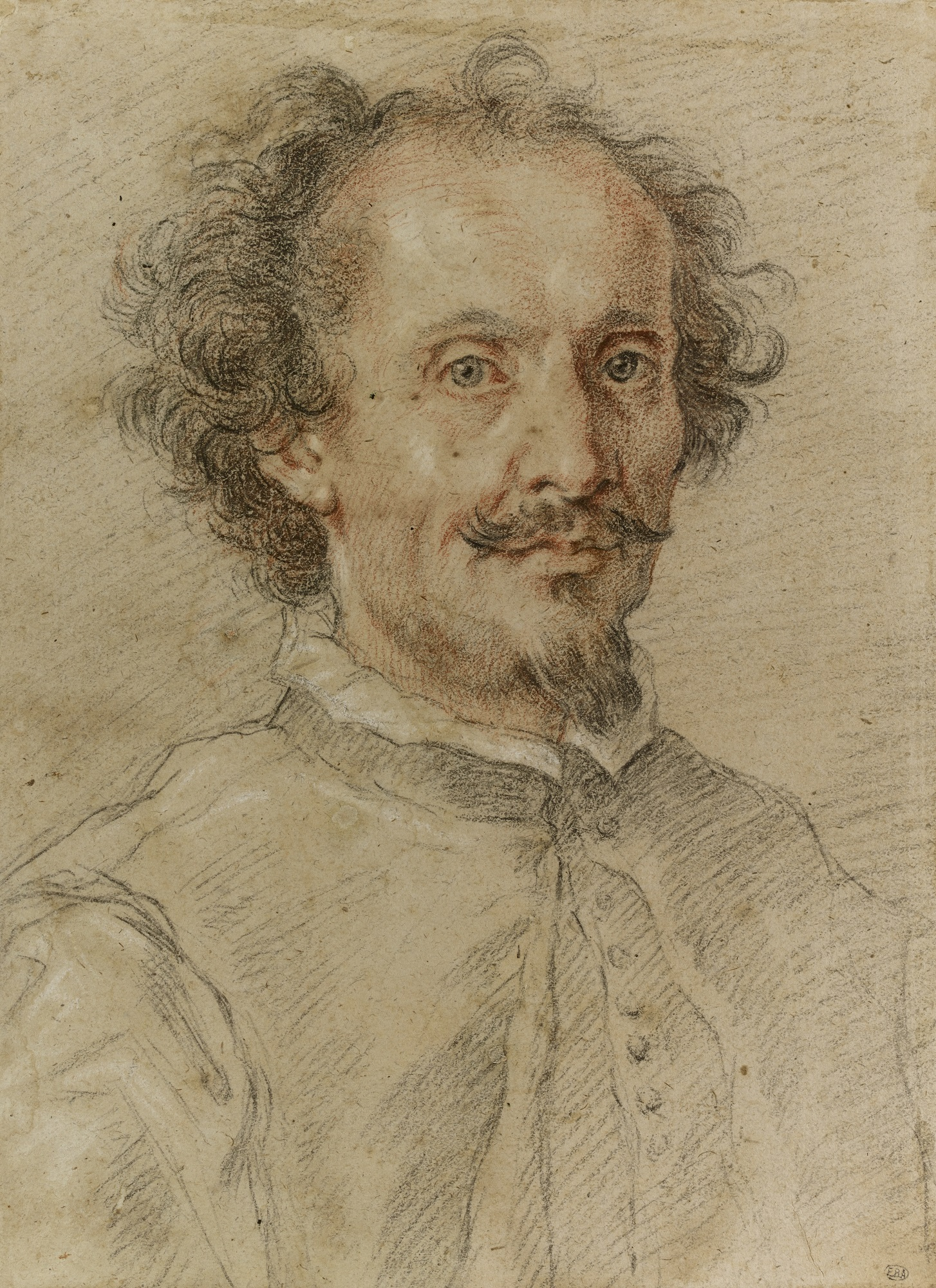
Portret van Agostino Mascardi. École nationale supérieure des beaux-arts, Parijs

Agostino Mascardi (Sarzana, 2 september 1590 - aldaar, 1640) was een Italiaans redenaar en historicus.

## Biografie
Mascardi was een telg van een vooraanstaande familie in de Republiek Genua. Hij was een zoon van de jurist Alderano Mascardi (1557-1608) en Faustina de 'Nobili. Net als zijn vader en ooms Niccolò en Giuseppe (1540-1585) studeerde hij aan het Romeinse College en studeerde af in de richting rechten dankzij de aanbevelingen van graaf Camillo Molza. Mascardi bedankte de graaf door een gedicht aan hem op te dragen. Hij trad in 1606 toe tot de Sociëteit van Jezus, met behoud van een sterke interesse in literaire studies en composities, waarvoor hij zich vaak baseerde op het oordeel en advies van de benedictijnse abt Angelo Grillo (1557-1629). In 1618 werd hij aangenomen als secretaris door kardinaal Alessandro d'Este (1568 -1624). In Rome begon hij een fantastisch gedicht te schrijven, de Tiburno, om de stichting van de stad Tivoli, de familie en de weelderige villa van de Este in de stad Lazio te vieren. Het werk werd onderbroken vanwege de dood van Paus Paulus V in 1621. Om de opening van het conclaaf te vieren, componeerde Mascardi het Oratio habita ad illustrissimos ac reverendissimos S. R. E. cardinales de subrogando pontifice.
Zijn welsprekendheid verwierf hem de titel van honorair kamerheer van Paus Urbanus VIII, die hem een jaarlijks salaris van 500 kronen gaf, en voor hem in 1628 een leerstoel in de retorica aan de Universiteit Sapienza Rome vestigde. Hij overleed in 1640 te Sarzana, op 49-jarige leeftijd.
Een bekend werk is zijn verhandeling Trattati cinque dell'arte istorica. Zijn Congiura del conte Giovanni Luigi de' Fieschi (1629) over de samenzwering van graaf Giovanni Luigi Fieschi tegen de Doria-familie leidde tot de uitspraak dat Mascardi beter was in het onderwijzen van de grondbeginselen van de geschiedschrijving, dan in het uitoefenen ervan.